# Marilène van den Broek
Marilène van den Broek (Dieren, 4 de febrero de 1970) es una princesa neerlandesa, esposa de Maurits van Vollenhoven, hijo mayor de la princesa Margarita de los Países Bajos y el profesor Pieter van Vollenhoven. Es prima política del actual rey de los Países Bajos Guillermo Alejandro.

## Biografía
Marilène van den Broek nació el 4 de febrero de 1970 en Dieren, Países Bajos, siendo la hija del político neerlandés Hans van den Broek, un político neerlandés y su esposa, Josée van Schendel. Su padre sirvió como comisario europeo.

## Títulos, tratamientos y distinciones honoríficas
- 4 de febrero de 1970 – 29 de mayo de 1998: Señorita Marilène van den Broek
- 29 de mayo de 1998 – Presente: Su Alteza la princesa Marilène de Orange-Nassau[2]